# Boulette d'Avesnes
La boulette d'Avesnes est un fromage élaboré dans l'Avesnois, dans le département du Nord. C'est un dérivé du maroilles.
Sa meilleure période de consommation s'étend de mai à octobre.

## Élaboration
Ce fromage de lait de vache à pâte molle à croûte lavée, d'un poids moyen de 250 grammes est à base de lait cru, pasteurisé ou thermisé. Il est fabriqué à partir de débris de maroilles blanc frais et de maroilles « déclassés » de la filière commerciale (dans le cadre de l'AOC maroilles). Il peut être enrichi de persil, d'estragon et de clous de girofle. De forme conique, il est façonné manuellement. Il est parfois couvert de paprika ou de roucou, ce qui lui confère une couleur rouge brun et un goût un peu relevé et âcre. 
Dans sa version fermière, il est lavé à la bière au cours de son affinage.
De par le fait d'une absence de protection d'appellation et de cahier des charges, les boulettes d'Avesnes existent sous plusieurs formes, qualités, saveurs et lieux de production. De même, les méthodes d'obtention peuvent différer (fermières, laitières, industrielles). Il existe une confrérie du maroilles et de la boulette d'Avesnes.